# Nhiễm não mô cầu
Nhiễm não mô cầu (còn được gọi là màng não cầu) là bệnh trên người, do khuẩn não mô cầu nhóm C (Neisseria meningitidis) gây ra với nhiều bệnh cảnh khác nhau (riêng rẽ hoặc phối hợp) tại nhiều cơ quan như đường hô hấp, máu, hệ thần kinh, khớp, màng tim, mắt, đường niệu và sinh dục. Đây là căn bệnh tuy ít gặp nhưng lây lan nhanh, có khả năng phát triển thành dịch vì dễ lây lan qua đường hô hấp, đặc biệt ở những nơi tập trung đông người. Tuổi dễ mắc bệnh nhất là trẻ em từ 3 tháng đến 3 tuổi hoặc thanh thiếu niên 14-20 tuổi. Bệnh hay xảy ra và lan rộng tại các tập thể đông đúc ở thành thị hơn nông thôn. Các nhóm vi khuẩn não mô cầu thường gặp là A, B, C, Y, W-135, trong đó ở Việt Nam thường gặp A, B, C.

## Đại cương

### Triệu chứng
Triệu chứng của bệnh gồm sốt cao, nhức đầu, ói mửa. Sau đó da nổi những vết thâm tím - tử ban. Người bệnh nhiễm trùng huyết thể cấp thường khởi bệnh đột ngột, sốt cao 39-40 °C, ớn lạnh, rét run nhiều lần, nhức đầu, nôn ói, đau khớp, thở nhanh, huyết áp có thể thấp. Các triệu chứng thường gặp như: sốt, lạnh run, nổi nhiều chấm đỏ ở chân các điểm xuất huyết ở chân (có đường kính 1-5mm) Người bệnh có biểu hiện sốt cao đột ngột, đồng thời phát ban đỏ ở cẳng chân, hai bên hông, mông hay xuất huyết dưới da với mảng xuất huyết to bằng đầu đũa hoặc đầu ngón tay ở thể nhẹ hơn, vi khuẩn não mô cầu đi vào máu (không gây nhiễm trùng), màng não gây viêm màng não (gọi là viêm não mô cầu). Bệnh phát rất nhanh, chỉ trong vòng một ngày.

### Cơ chế
Vi trùng não mô cầu khi thâm nhập cơ thể có thể đi đến nhiều cơ quan trong cơ thể và gây bệnh ở đó. Não mô cầu có nhiều thể bệnh như viêm họng do não mô cầu, nhiễm trùng huyết do não mô cầu, viêm màng não do não mô cầu... Ở mỗi thể khác nhau, triệu chứng của người bệnh cũng biểu hiện khác nhau... Thể thường gặp nhất của bệnh là thể nhiễm trùng huyết và viêm màng não mủ.
Nhiễm trùng huyết do não mô cầu có ba thể là nhiễm trùng huyết cấp, tối cấp và mãn tính. Các thể bệnh thường gặp và nguy hiểm là: viêm màng não mủ và nhiễm trùng huyết. Đặc biệt, bệnh nhân có thể bị kết hợp giữa viêm màng não mũ và nhiễm trùng huyết. Thể nặng nhất là nhiễm trùng huyết tối cấp, với 80% bệnh nhân nhiễm có thể tử vong. Bệnh diễn tiến rất nhanh, gây tử vong trong thời gian ngắn (từ 6-12 giờ sau khi phát bệnh), ngay cả khi bệnh nhân đã được điều trị tích cực.
Trong ba thể này, thường gặp nhất là nhiễm trùng huyết thể cấp, sau đó là thể tối cấp, còn thể mãn tính rất hiếm gặp. Triệu chứng phân biệt bệnh não mô cầu với những bệnh khác chính là tử ban (mảng xuất huyết có hoại tử ở trung tâm), tử ban này lan nhanh về số lượng cũng như kích thước. Khi tử ban lan nhanh, người bệnh cần thận trọng vì có thể sẽ rơi vào thể tối cấp. Nhiễm trùng huyết tối cấp chỉ chiếm 10-20% các trường hợp nhiễm trùng huyết do não mô cầu. Người mắc thể này diễn tiến bệnh rất nhanh, chỉ trong vòng vài giờ dẫn đến tình trạng suy hô hấp, sốc phổi và tử vong.
Triệu chứng ban đầu có thể như thể nhiễm trùng huyết cấp, nhưng những triệu chứng nặng sẽ xuất hiện rầm rộ trong 12 giờ. Tử ban xuất hiện sớm và lan tràn rất nhanh về số lượng cũng như kích thước. Những trường hợp nhiễm trùng huyết tối cấp có tỉ lệ tử vong rất cao. Thể mãn tính thì ít gặp. Trong bệnh nhiễm não mô cầu có thể nhiễm trùng huyết đơn thuần hoặc thể nhiễm trùng huyết kèm theo viêm màng não mủ. Triệu chứng viêm màng não do não mô cầu lúc khởi bệnh rất khó phân biệt với trường hợp nhiễm trùng toàn thân. Tuy nhiên trên một số bệnh nhân, bên cạnh biểu hiện nhiễm trùng huyết và tử ban, dấu hiệu viêm màng não nổi bật với độ nặng gia tăng dần như sốt, ói, nhức đầu, rối loạn tri giác (mê sản), biểu hiện dấu thần kinh khu trú như yếu, liệt, co giật.

## Phòng ngừa
- Cách tốt nhất để phòng bệnh là đeo khẩu trang, tránh tiếp xúc gần với người bệnh và phun xịt hóa chất diệt khuẩn tại ổ dịch.[6] Ngăn ngừa sự lây lan cho người khác qua đường hô hấp. Nguy cơ lây bệnh cao nhất thường ở trong tuần lễ đầu tiên khi tiếp xúc với người bệnh.
- Trong gia đình hoặc một tập thể có người mắc bệnh, cần xét nghiệm vi sinh tất cả người còn lại. Cách ly những người bị viêm họng mũi và điều trị tích cực cho đến khi xét nghiệm không thấy vi khuẩn.
- Cần sắp xếp chỗ ngủ cách nhau ít nhất 1,5m, phân tán nhỏ những tập thể quá đông. Người bệnh cần được cách ly ở bệnh viện chuyên khoa nhiễm. Sau thời gian điều trị cần xét nghiệm sạch trùng mới được xuất viện để tránh lây lan cho những người khác trong cộng đồng.
- Đối với những tập thể có nguy cơ mắc bệnh cao, khi có dịch có thể uống thuốc phòng bệnh sớm, chỉ những người tiếp xúc thật gần với người bệnh mới cần uống thuốc.
- Nên giữ vệ sinh môi trường thông thoáng, sạch sẽ. Nếu có biểu hiện bệnh thì phải đến bệnh viện ngay để được điều trị sớm, vệ sinh cá nhân phòng bệnh, khử khuẩn Chloramin B 25%[3]